# Robert Borgqvist
Robert Borgqvist, född 9 januari 1975 i Malmö, är en svensk före detta professionell ishockeymålvakt.

## Klubbar i karriären
- IK Pantern
- Malmö Redhawks
- IF Troja-Ljungby
- Mörrums GoIS
- Limhamn HC
- Storhamar IL
- Hammarby Hockey